# Jennie Adamson

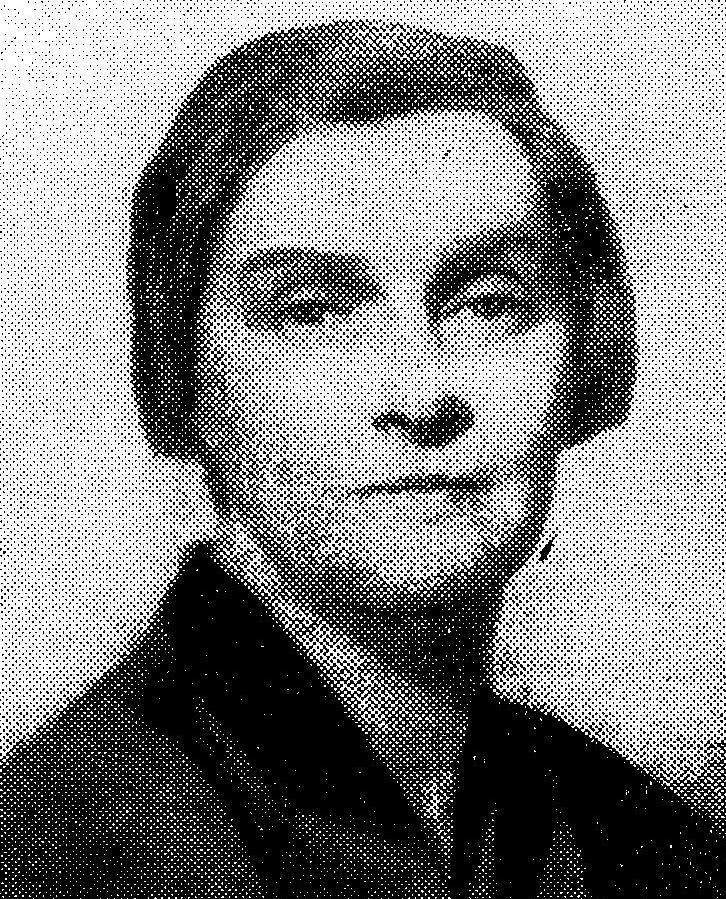
Jennie Adamson, um 1931

Janet Laurel „Jennie“ Adamson, geborene Johnston (* 9. Mai 1882 in Kirkcudbright, Schottland; † 25. April 1962 in Bromley, London) war eine britische Gewerkschafterin und Politikerin der Labour Party und von 1938 bis 1946 Abgeordnete im House of Commons.

## Leben und Karriere
Jennie Johnston kam als eines von sechs Kindern von Thomas und Elizabeth Johnston zur Welt. Der Vater, der als Gepäckträger bei der Eisenbahn arbeitete, starb bereits früh, sodass die Mutter die Familie als Schneiderin ernähren musste. Trotz der schwierigen Umstände konnte Johnston eine weiterführende Schule besuchen, später arbeitete sie als Schneiderin, Fabrikarbeiterin und Lehrerin.
1902 heiratete sie den Modellbauer und Gewerkschaftsaktivisten William Murdoch Adamson, mit dem sie vier Kinder hatte. Adamson folgte ihrem Mann 1908 in die Labour Party und 1912 auch in dessen Gewerkschaft, die Workers’ Union.
Bedingt durch die zunehmende Aktivität ihres Mannes in der Gewerkschaft, musste die Familie mehrmals umziehen. Von Schottland gelangte Adamson zunächst nach Manchester, wo sie Kontakt zur lokalen Suffragettenbewegung hatte. Zudem wurde sie zunehmend in die Gewerkschaftsarbeit involviert. 1915 zog die Familie nach Belfast und 1921 nach Lincoln, wo Adamson als Poor Law Guardian auf freiwilliger Basis über Anträge des Armengesetzes beriet. Hier engagierte sie sich besonders in der Kinderfürsorge. Einige Aufmerksamkeit erlangte sie mit ihrer Kampagne Boots for Bairns (Schuhe für Kinder), als sie mit zahlreichen Arbeitslosen und deren barfüßigen Kindern zum lokalen Arbeitshaus marschierte, nicht zuletzt, weil die Demonstration von einem gestiefelten Elefanten begleitet wurde, den ein örtlicher Zirkus zur Verfügung stellte.
1923 wurde William Adamson als Kandidat der Labour Party ins Britische Unterhaus gewählt und die Familie zog nach London. Hier wurde Jennie Adamson in noch größerem Maße politisch aktiv. Sie unterstützte den Generalstreik von 1926 und wurde 1927 ins nationale Exekutivkomitee der Labour Party gewählt. Diesem gehörte sie bis 1947 an, in den Jahren 1935 und 1936 als Vorsitzende. Sie leitete internationale Frauenkonferenzen in Wien und Paris und führte Delegationen von britischen Frauen zu mehreren internationalen sozialistischen Treffen. Von 1928 bis 1931 gehörte sie dem London County Council an.

### Im House of Commons
Bei den Wahlen zum Britischen Unterhaus 1935 trat Adamson im Wahlkreis Dartford an, war jedoch dem Kandidaten der Conservative Party, Frank Edward Clarke, knapp unterlegen. Als nach dessen Tod 1938 jedoch Nachwahlen nötig wurden, trat sie erneut an und konnte sich diesmal durchsetzen. Das Ehepaar Adamson war zu dieser zeit das einzige verheiratete Paar im House of Commons.
Adamson unterstützte mehrere Kampagnen, die die Rechte von Frauen stärkten. So half sie beispielsweise mit, durchzusetzen, dass Frauen für Kriegsverletzungen in gleiche Höhe entschädigt wurden wie Männer. Unter der Regierung Winston Churchills diente sie ab 1941 im Ministerium für Pensionen dem Minister Walter Womersley als private parlamentarische Sekretärin und auch unter dessen Nachfolger Wilfred Paling war sie als Parliamentary Secretary tätig.
Bei den ersten Nachkriegswahlen 1945 konnte sie den Wahlkreis Boxley gewinnen. Bereits im darauffolgenden Jahr zog sie sich jedoch aus dem House of Commons zurück. Zuvor hatte sie zwei Schicksalsschläge erfahren. 1944 war ihr jüngerer Sohn als Soldat der Royal Air Force im Zweiten Weltkrieg ums Leben gekommen, im Oktober 1945 schließlich verstarb ihr Mann.
Nach ihrem Ausscheiden aus dem Unterhaus wurde Adamson stellvertretende Vorsitzende des National Assistance Board, das sich um die Versorgung älterer und behinderter Bürger kümmerte. 1953 schließlich ging sie endgültig in den Ruhestand. Sie starb im April 1962 an einer Lungenentzündung.